# 수찐다 끄라쁘라윤
수찐다 끄라쁘라윤(태국어: สุจินดา คราประยูร, 1933년 8월 6일 ~ 2025년 6월 10일)은 태국의 군인이자 정치인으로, 1991년 쿠데타를 일으켜 세운 군사 정권에서 1992년 4월 6일부터 1992년 5월 24일까지 태국의 총리를 지냈다.

## 같이 보기
- 검은 5월 사건